# Липлянська сільська рада
Липлянська сільська рада — колишня адміністративно-територіальна одиниця та орган місцевого самоврядування в Народицькому, Малинському і Чоповицькому районах Коростенської і Волинської округ, Київської та Житомирської областей Української РСР з адміністративним центром у селі Липляни.

## Населені пункти
Сільській раді на час ліквідації були підпорядковані населені пункти:
- с. Липляни

## Населення
Кількість населення ради, станом на 1923 рік, становила 920 осіб, кількість дворів — 171.

## Історія та адміністративний устрій
Створена 1923 року, в с. Липляни Татарновицької волості Овруцького повіту Волинської губернії. 7 березня 1923 року увійшла до складу новоствореного Народицького району Коростенської округи. 23 лютого 1927 року передана до складу відновленого Чоповицького району Коростенської округи, 5 лютого 1931 року, внаслідок ліквідації Чоповицького району — до складу Малинського району. 17 лютого 1935 року, відповідно до постанови Президії ВУЦВК «Про склад нових адміністративних районів Київської області», сільську раду включено до складу відновленого Чоповицького району Київської області.
Станом на 1 вересня 1946 року сільська рада входила до складу Чоповицького району Житомирської області, на обліку в раді перебувало с. Липляни.
Ліквідована 11 серпня 1954 року, відповідно до указу Президії Верховної ради Української РСР «Про укрупнення сільських рад по Житомирській області», територію та с. Липляни приєднано до складу Йосипівської сільської ради Чоповицького району Житомирської області.